# Портланд (Северна Дакота)
Портланд (енгл. Portland) град је у америчкој савезној држави Северна Дакота.

## Демографија
По попису из 2010. године број становника је 606, што је 2 (0,3%) становника више него 2000. године.
| Група             | 2000.       | 2010.       |
| Белци             | 598 (99,0%) | 570 (94,1%) |
| Афроамериканци    | 0 (0,0%)    | 4 (0,7%)    |
| Азијати           | 1 (0,2%)    | 3 (0,5%)    |
| Хиспаноамериканци | 3 (0,5%)    | 16 (2,6%)   |
| Укупно            | 604         | 606         |